# Amuro Tsuzuki
Amuro Tsuzuki (japonês: 都筑 有夢路, Hepburn: Tsuzuki Amuro, Tokorozawa, 5 de abril de 2001) é uma surfista japonesa.

## Carreira
Em 2019, Tsuzuki conquistou o Campeonato Mundial de Júniores e, em seguida, passou a competir pela World Surf League. Nos Jogos Olímpicos de Verão de 2020, em Tóquio, pelo desempenho na disputa feminina conseguiu a medalha de bronze.